# وبسترز کراسینگ (نیویورک)
وبسترز کراسینگ (به انگلیسی: Websters Crossing) یک منطقهٔ مسکونی در ایالات متحده آمریکا است که در نیویورک واقع شده‌است. وبسترز کراسینگ ۶۹ نفر جمعیت دارد و ۴۰۸٫۱۳ متر بالاتر از سطح دریا واقع شده‌است.